# Marató de València
La marató de València, també anomenada Marató València Trinidad Alfonso EDP, és una carrera a peu de 42,195 quilòmetres. Se celebra cada any des de 1981 a la ciutat de València. Des de 2011 se celebra paral·lelament una cursa 10K. És considerada com una de les millors maratons del món.

## Història
La primera marató que es va celebrar a València va ser el 29 de març de 1981.
La Història de la marató és la de la Marató Popular de València la primera edició de la qual es va celebrar el 1981, a la qual han seguit successives edicions de forma ininterrompuda. La seua història està estretament lligada a la Societat Esportiva Correcaminos, un dels primers clubs esportius que van abraçar l'atletisme popular a la fi dels anys 1970.
El naixement d'aquest projecte no es diferenciava ni en la seua època ni en el seu objectiu als molts de la geografia mundial s'engegaven; a títol anecdòtic, la Marató de València naixia en el mateix dia del mateix any que la marató de Londres. Pocs abans d'aquesta data i molts altres després han sumat i segueixen sumant els seus noms a la llarga llista de proves de la distància de la marató. Al llarg d'aquests anys, els recorreguts d'aquesta carrera mítica han canviat com ho han fet les nacionalitats dels seus vencedors i vencedores.
El Passeig de l'Albereda va veure néixer tant a la primera marató com a la seua trentena edició; els recorreguts de la cursa han anat succeint-se a la recerca del millor traçat, adjectiu aquest que té moltes i diferents lectures, en un intent de millorar tècnicament el traçat i acostar els corredors al públic. La 31ª edició va donar naixement al nou projecte de la Marató València, enfront del qual Correcaminos s'enfrontava a un dubte “hamletià”: el ser o no ser, és a dir o ancorar-se en la còmoda continuïtat de seguir organitzant maratons de segona línia o, alçar-se contra tot tipus d'inconvenients, acceptar l'oferiment de l'Ajuntament de València d'associar-se amb ell per lluitar conjuntament per situar la marató entre les grans del món.

## La nova marató naix en 2011
En 2011 sorgeix un nou concepte de marató per a València. Canvis en el circuit, de data, en la forma de comprendre la prova i vendre-la a l'exterior. Una de les novetats més visuals és l'espectacular arribada a meta en una passarel·la sobre les aigües de la Ciutat de les Arts i les Ciències. A més, la Marató València Trinidad Alfonso compta amb un circuit idoni (totalment pla), la temperatura perfecta (entre 12 i 17 graus). El mes de novembre es converteix en una època de l'any perfecta per a la pràctica de les proves de fons i al costat de l'incomparable marc que acompanya la celebració de la mateixa, fan de la Marató València Trinidad Alfonso una de les cites més destacades del panorama internacional. La Ciutat de les Arts i les Ciències és el centre neuràlgic d'una prova que pretén ser una festa de l'esport, tant l'eixida com l'arribada, així com les activitats paral·leles a la carrera.

## Distincions
Des de gener de 2016, la Marató València Trinidad Alfonso té en el seu poder la distinció Etiqueta d'Or (Gold Label) atorgada per la IAAF com a reconeixement a la prova i és la primera marató a rebre aquesta distinció a Espanya.
El 19 de novembre de 2017, la Marató València es convertia de nou en la més ràpida de la història en sòl espanyol, Sammy Kitwara va guanyar la millor marató d'Espanya amb un temps de 2:05:15. En dones, la keniana Valary Aiyabei va batre el rècord del circuit valencià l'any 2016 amb 2.24:48, un altre registre de categoria internacional i un dels més veloços mai registrat a Espanya.
L'edició de l'any 2018 va assolir la xifra de 20.000 participants.
L'any 2019 la prova va ser la quarta més ràpida del món, batent les marques femenina i masculina.
L'any 2020 la Marató València Trinidad Alfonso, celebrà la 40ª edició, i en ple context de pandèmia per la COVID-19 només participaren uns 300 atletes d'elit i fou estat batejada com a Marató València Elite Edition. S'establiren mesures de seguretat extraordinàries, amb reducció del recorregut i l'accés del públic restringit a les zones d'eixida i meta. Fou la primera gran cursa del 2020 a nivell mundial, després que foren suspeses pràcticament totes les proves de l'any, i les marques serviren per a fer mínimes de qualificació per als Jocs Olímpics i els Jocs Paralímpics de Tòquio, participarant 218 corredors de 43 països.
L'any 2022 es van batre els rècords masculins i femenins de la prova.

## Palmarés
Rècord de la prova
|    | Any  | Vencedor                  | Temps   | Vencedora                     | Temps   |
| -- | ---- | ------------------------- | ------- | ----------------------------- | ------- |
| 43 | 2023 | Sisay Lemma (ETH)         | 2:01:48 | Beyenu Degefa (ETH)           | 2.15:55 |
| 42 | 2022 | Kelvin Kiptum (KEN)       | 2:01:53 | Amane Beriso Shankule (ETH)   | 2.14:58 |
| 41 | 2021 | Lawrence Cherono (KEN)    | 2:05:12 | Nancy Jelagat (KEN)           | 2.19:31 |
| 40 | 2020 | Evans Chebet (KEN)        | 2:03:00 | Peres Jepchirchir (KEN)       | 2.17:16 |
| 39 | 2019 | Kinde Atanaw Alayew (ETH) | 2:03:51 | Roza Dereje Bekele (ETH)      | 2.18:30 |
| 38 | 2018 | Leul Gebreselassie (ETH)  | 2.04:30 | Ashete Dido (ETH)             | 2.21:13 |
| 37 | 2017 | Sammy Kirop Kitwara (KEN) | 2.05.15 | Aberu Mekuria Zennebe (ETH)   | 2.26:17 |
| 36 | 2016 | Victor Kipchirchir (KEN)  | 2.07.39 | Valary Aiyabei (KEN)          | 2.24:48 |
| 35 | 2015 | Jonh Nzau Mwangangi (KEN) | 2.06:13 | Beata Naigambo (NAM)          | 2.26:58 |
| 34 | 2014 | Jacob Kendagor (KEN)      | 2.08:39 | Beata Naigambo (NAM)          | 2.30:53 |
| 33 | 2013 | Félix Kipkemoi (KEN)      | 2.07:14 | Azalach Maresh (ETH)          | 2.27:01 |
| 32 | 2012 | Luka Kolobe (KEN)         | 2.08:14 | Birhane Dibada (ETH)          | 2.29:22 |
| 31 | 2011 | Isaiah Kosgei (KEN)       | 2.07:59 | Jimma Abo (ETH)               | 2.34:23 |
| 30 | 2010 | David Njagi (KEN)         | 2.09:45 | Gladys Chebet (KEN)           | 2.42:06 |
| 29 | 2009 | Andrés Micó (ESP)         | 2.26:57 | Maxine Mc Kinnon (ESP)        | 2.50:46 |
| 28 | 2008 | Philip Manyin (KEN)       | 2.11:29 | María José Pueyo Bergua (ESP) | 2.32:22 |
| 27 | 2007 | Samson Loywapet (KEN)     | 2.12:04 | Alemnu Zinash (ETH)           | 2.39:08 |
| 26 | 2006 | Tesfaye Dirba (ETH)       | 2.14:23 | Teresa Gracia (ESP)           | 2.57:07 |
| 25 | 2005 | Rachid Chamoudi (MAR)     | 2.14:03 | Natalya Zolotaryeva (RUS)     | 2.43:24 |
| 24 | 2004 | Eric Kiptoon (KEN)        | 2.14:32 | Zivile Balcïunaite (LIT)      | 2.41:05 |
| 23 | 2003 | Samuel Tangus (KEN)       | 2.14:43 | Mulu Seboca (ETH)             | 2.46:33 |
| 22 | 2002 | Samuel Tangus (KEN)       | 2.13:05 | María Abel (ESP)              | 2.28:08 |
| 21 | 2001 | Jhon Njoroge Miaka (KEN)  | 2.13:43 | Luisa Larraga (ESP)           | 2.30:11 |
| 20 | 2000 | Thomas Magut (KEN)        | 2.15:05 | María Luisa Muñoz (ESP)       | 2.32:34 |
| 19 | 1999 | Jackton Odhiambo (KEN)    | 2.15:35 | Olga Sokolova (atleta) (UKR)  | 2.42:27 |
| 18 | 1998 | Samuel Okemwa (KEN)       | 2.19:51 | Esther Pedrosa (ESP)          | 2.44.30 |
| 17 | 1997 | Eduardo Alcaina (ESP)     | 2.18:07 | Faustina María Ramos (ESP)    | 2.53:35 |
| 16 | 1996 | Manuel Rosales (ESP)      | 2.41:28 | Zinaida Semenova (RUS)        | 2.43:05 |
| 15 | 1995 | Yuri Mihailov (RUS)       | 2.20:38 | Valentina Liajova (RUS)       | 2.46:34 |
| 14 | 1994 | Evgeniy Zarakovsky (RUS)  | 2.16:20 | Zinaida Semenova (RUS)        | 2.34:08 |
| 13 | 1993 | Leonid Shevetson (RUS)    | 2.15:04 | Mònica Pont (ESP)             | 2.35:30 |
| 12 | 1992 | Chepas Mataphi (ZIM)      | 2.15:14 | Ekaterina Kramenkova (RUS)    | 2.36:03 |
| 11 | 1991 | Sergei Prorokov (URS)     | 2.17:15 | Elisenda Pucurull (ESP)       | 2.43:14 |
| 10 | 1990 | Radamés González (ESP)    | 2.15:57 | Elisenda Pucurull (ESP)       | 2.43:36 |
| 9  | 1989 | Miroslaw Dzienisk (POL)   | 2.19:09 | Elisenda Pucurull (ESP)       | 2.47:31 |
| 8  | 1988 | Hanu Makirinta (FIN)      | 2.19:05 | Ewa Wrzosek (RUS)             | 2.46:20 |
| 7  | 1987 | Miroslaw Bugaj (POL)      | 2.15:14 | Ewa Wrzosek (RUS)             | 2.46:54 |
| 6  | 1986 | Pawel Lorens (POL)        | 2.16:31 | Margozzata Szuminska (POL)    | 2.46:31 |
| 5  | 1985 | Ramiro Matamoros (ESP)    | 2.16:56 | Nuria de Miguel (ESP)         | 3.03:49 |
| 4  | 1984 | Vicente Antón (ESP)       | 2.14:01 | Juana Plablos Acosta (ESP)    | 2.57:28 |
| 3  | 1983 | Teodoro Pérez (ESP)       | 2.20:58 | Victoria García (ESP)         | 3.14:43 |
| 2  | 1982 | Antonio Castells (ESP)    | 2.28:19 | Nuria de Miguel (ESP)         | 3.14:43 |
| 1  | 1981 | Teodoro Pérez (ESP)       | 2.26:57 | Nuria de Miguel (ESP)         | 3.20:50 |

## Top 5 per temps
| Rànquing | Any  | Temps   | Atleta                    |
| -------- | ---- | ------- | ------------------------- |
| 1        | 2020 | 2:03:00 | Evans Chebet (KEN)        |
| 2        | 2020 | 2:03:04 | Lauwrence Cherono (KEN)   |
| 3        | 2020 | 2:03:16 | Birhanu Legese (ETH)      |
| 4        | 2020 | 2:03:30 | Amos Kipruto (KEN)        |
| 5        | 2019 | 2:03:51 | Kinde Atanaw Alayew (ETH) |

| Rànquing | Any  | Temps   | Atleta                    |
| -------- | ---- | ------- | ------------------------- |
| 1        | 2020 | 2.17:16 | Peres Jepchirchir (KEN)   |
| 2        | 2019 | 2.18:30 | Roza Dereje Bekele (ETH)  |
| 3        | 2019 | 2.18:33 | Azmera Abreha (ETH)       |
| 4        | 2020 | 2:18:40 | Joyciline Jepkosgei (KEN) |
| 5        | 2019 | 2.18:46 | Birhane Dibaba (ETH)      |